# Africa International Film Festival
L'Africa International Film Festival (en français, le Festival international du film d'Afrique), souvent abrégé en AFRIFF, est un festival cinématographique annuel fondé en 2010 qui se déroule au Nigéria.

## Historique
Il est fondé en 2010 avec une édition inaugurale à Port Harcourt, dans l'État de Rivers, au Nigeria. L'AFRIFF a été fondé par Chioma Ude, une cinéphile passionnée et une entrepreneuse,. Il accueille des cinéastes africains et internationaux, des célébrités, des acteurs, des réalisateurs, des acheteurs de films, des distributeurs, des artistes visuels, des étudiants en cinéma, des amateurs, des cinéphiles et la presse. Le thème de cette édition inaugurale était «L'Afrique s'unit»,. L'événement, qui a duré cinq jours, comprenait plusieurs activités, notamment des ateliers, des projections, la première d'un film, la soirée de remise des prix et un défilé de mode. P-Square et Duncan Mighty se sont produits lors de l'événement.
En 2011, le festival se déplace à Lagos. En 2013 et 2014, il se déroule à Calabar Ville, à Tinapa, puis il revient à Lagos. L'édition prévue en 2020 est annulée en rason de la pandémie de Covid-19.

## Le déroulement du festival et les prix
L'événement s'étend normalement sur une semaine et comprend des remises de prix et des cours de formation cinématographique,. L'AFRIFF décerne des prix dans des catégories telles que le long métrage, le documentaire, le court métrage, l'animation et le court métrage pour étudiants, ainsi que des prix et des récompenses pour la réalisation, le jeu d'acteur et le scénario. Il y a également des prix spéciaux pour le choix du public et un prix du jury pour les films jugés exceptionnels par ce jury.